# Stonerfilm
De Stonerfilm is een filmgenre waarin het gebruik van marihuana of cannabis centraal staat. Films binnen dit genre geven meestal een komische of positieve weergave van het gebruik van marihuana.

## Definitie
De stonerfilm wordt niet algemeen geaccepteerd als autonoom filmgenre en is bovendien niet altijd even duidelijk afgebakend. Er zijn verscheidene films waarin de personages geregeld drugs gebruiken en films die speciaal gemaakt zijn voor drugsgebruikers, maar dit zijn niet altijd stonerfilms. Een stonerfilm is een film waarvan de plot geheel gecentreerd is rondom cannabis.
Het tijdschrift High Times sponsort geregeld de Stony Awards, prijzen die worden uitgereikt aan stonerfilms en –televisieseries. Verscheidene films die bij deze prijsuitreiking ter sprake komen, vallen niet geheel in het genre van stonerfilms, maar bevatten genoeg cannabisgebruik om in aanmerking te komen voor de prijs.

## Vaste elementen
Veel stonerfilms bevatten elementen en thema’s die telkens weer terugkomen. De plot gaat bijna altijd om twee vrienden die in het bezit zijn van cannabis of anders proberen dit te bemachtigen, terwijl ze ook een andere taak te vervullen hebben. De films zijn altijd komisch van opzet. Andere elementen zijn dat de protagonisten vaak de politie of andere overheidsinstanties moeten zien te ontlopen, of hun ouders als de protagonisten tieners zijn. Deze worden vaak als erg onbekwaam neergezet.
De protagonisten in stonerfilms zijn bijna altijd mannen. De film Smiley Face was de eerste stonerfilm met een vrouwelijke protagonist.

## Voorbeelden van Stonerfilms
| - Reefer Madness (1936) - Marihuana (1936) - Hi De Ho (1947) - Marihuana (1950) - High School Confidential (1957) - Help! (1965) - I Love You, Alice B. Toklas! (1968) - The Harder They Come (1972) - Rockers (1978) - Up in Smoke (1978) - That Was Then... This Is Now (1985) - 1969 (1988) - Far Out Man (1990) - Dazed and Confused (1993) - The Stoned Age (1994) - Friday (1995) - Bongwater (1997) - Half Baked (1998) - Homegrown (1998) - Idle Hands (1999) - Grass (1999) - Freak Talks About Sex (1999) - Human Traffic (1999) - Outside Providence (1999) - Dude, Where's My Car? (2000) - Road Trip (2000) - Next Friday (2000) - Saving Grace (2000) - Kevin And Perry Go Large (2001) - Cash Crop (2001) - How High (2001) - Jay and Silent Bob Strike Back (2001) | - Killer Bud (2001) - Super Troopers (2001) - The Wash (2001) - Friday After Next (2002) - High Times' Potluck (2002) - Rolling Kansas (2003) - Harold & Kumar Go to White Castle (2004) - Reefer Madness: The Movie Musical (2005) - Grandma's Boy (2006) - Puff, Puff, Pass (2006) - Diggers (2006) - Evil Bong (2006) - Everything's Gone Green (2006) - Tenacious D in: The Pick of Destiny (2006) - A Bug and a Bag of Weed (2006) - National Lampoon's Totally Baked: A Potumentary (2007) - Super High Me (2007) - Smiley Face (2007) - Remember the Daze (2008) - Strange Wilderness (2008) - Harold & Kumar Escape from Guantanamo Bay (2008) - Surfer, Dude (2008) - Humboldt County (2008) - Brighton Wok: The Legend of Ganja Boxing (2008) - Pineapple Express (2008) - Grass Roots (2009) - Evil Bong 2: King Bong (2009) - Sex Pot (2009) - Mac & Devin Go to High School (2012) - Ted (2012) - Hansel & Gretel Get Baked (2013) - Ted 2 (2015) |